# Chiesa di San Lorenzo Martire (Busso)
La chiesa di San Lorenzo Martire è la parrocchiale patronale di Busso in provincia di Campobasso, Molise. Fa parte dell'arcidiocesi di Campobasso-Boiano  e risale forse al XVI secolo.

## Storia
Non è nota con certezza la data della sua fondazione e la sua prima citazione, risalente al 1728, ricorda la presenza sul portale di un'epigrafe con incisa la data 1533. Tale epigrafe marmorea finì distrutta col terremoto che colpì il territorio nel 1805. La chiesa dopo il sisma venne chiusa per i danni subiti e i lavori di restauro continuarono almeno sino al 1822.

## Descrizione

### Esterni
Il tempio dedicato a Lorenzo Martire si trova in posizione elevata al centro dell'abitato di Busso, accanto all'antico palazzo ducale. La facciata a capanna è semplice a due spioventi. La torre campanaria si alza sul lato sinistro della struttura.

### Interni
La navata interna è unica e di piccole dimensioni. Conserva quattro altari marmorei.